# Хильгертсхаузен-Тандерн
Хильгертсхаузен-Тандерн (нем. Hilgertshausen-Tandern) — община в Германии, в земле Бавария. 
Подчиняется административному округу Верхняя Бавария. Входит в состав района Дахау.  Население составляет 3158 человек (на 31 декабря 2010 года). Занимает площадь 28,64 км².
Коммуна подразделяется на 26 сельских округов.